# Cratere Feruk
Feruk  è un cratere sulla superficie di Venere.